# Guernica (Picasso)
Guernica je slika španskega slikarja Pabla Picassa. Spada med njegova najboljša dela in je med najznamenitejšimi slikami sveta. Gre za olje na platnu v kubističnem slogu, ustvarjeno med 1. majem in 4. junijem 1937 v Parizu kot odgovor na naročilo republikanske vlade Francisca Larga Caballera za španski paviljon na svetovni razstavi v Parizu leta 1937. To monumentalno platno je silovita obsodba bombardiranja mesta Guernice 26. aprila 1937, med špansko državljansko vojno, ki so ga ukazali španski nacionalisti in izvršile enote nemških nacistov in italijanskih fašistov. Picassova slika, ki je bila med letoma 1937 in 1939 razstavljena v številnih državah, je igrala pomembno vlogo v propagandi, povezani z bombardiranjem in špansko državljansko vojno. Hitro je dosegla velik ugled in mednarodni politični vpliv ter postala simbol obsodbe frankističnega in fašističnega nasilja ter grozot vojne na splošno.